# Arnhem–Veenendaal Classic 2017
Das 32. Arnhem–Veenendaal Classic 2017 war ein niederländisches Straßenradrennen mit Start und Ziel in Veenendaal nach 195,8 km. Es fand am Freitag, den 18. August 2017, statt. Zudem war es Teil der UCI Europe Tour 2017 und dort in der Kategorie 1.1 eingestuft.
Sieger wurde im Sprint von etwa 30 Fahrern der Slowene Luka Mezgec von Orica-Scott vor dem Niederländer Wouter Wippert von Cannondale Drapac Professional Cycling Team.

## Teilnehmende Mannschaften
| WorldTeams (4)- Lotto NL-Jumbo - Lotto-Soudal - Orica-Scott - Cannondale-Drapac Professional Continental Teams (6)- Fortuneo-Oscaro - Roompot-Nederlandse Loterij - Sport Vlaanderen-Baloise - Verandas Willems-Crelan - WB-Veranclassic-Aqua Protect - Wanty-Groupe Gobert Continental Teams (11)- An Post-ChainReaction - Baby-Dump - Delta Cycling Rotterdam - Destil-Jo Piels - Development Team Sunweb - Metec-TKH-Mantel - Monkey Town Continental - Rad-net Rose - SEG Racing Academy - Coop - VéloCONCEPT |
| |

## Strecke
Die Strecke verlief nach dem Start in Veenendaal erstmal ins Umland von Veenendaal. Die Streckenführung war relativ flach. Nach etwa 120 Kilometern erreichte man erstmals Veenendaal. Anschließend gab es noch drei Runden à 25,6 Kilometer. Der Rundkurs war genauso wie der erste Kurs relativ flach.

## Rennverlauf
Nach dem Start fuhren etwa 35 Fahrer vom Feld weg. Sie hatten maximal 40 Sekunden Vorsprung und waren bereits nach 35 gefahrenen Kilometern wieder gestellt. Anschließend griffen neun Fahrer an, u. a. mit Theo Reinhardt (Deutschland/rad-net) und Lukas Spengler (Schweiz/WB Veranclassic). Ihr Maximalvorsprung betrug drei Minuten im anfänglichen Dauerregen, der zum Ziel hin nachließ. Wenige Kilometer vor dem Ziel waren alle Ausreißer gestellt und es kam zum Massensprint. Diesen gewann der Slowene Luka Mezgec (Orica) vor Wouter Wippert (Niederlande/Cannondale Drapac).

## Rennergebnis
| #      | Fahrer             | Team                                        | Zeit       |
| ------ | ------------------ | ------------------------------------------- | ---------- |
| Sieger | Luka Mezgec        | Orica-Scott                                 | 4h 21' 35" |
| 2.     | Wouter Wippert     | Cannondale Drapac Professional Cycling Team | gl. Zeit   |
| 3.     | Moreno Hofland     | Lotto Soudal                                | gl. Zeit   |
| 4.     | Lars Boom          | Team Lotto NL-Jumbo                         | gl. Zeit   |
| 5.     | Kenny Dehaes       | Wanty-Groupe Gobert                         | gl. Zeit   |
| 6.     | Timothy Dupont     | Vérandas Willems-Crelan                     | gl. Zeit   |
| 7.     | Bert Van Lerberghe | Sport Vlaanderen-Baloise                    | gl. Zeit   |
| 8.     | Arvid de Kleijn    | Baby-Dump                                   | gl. Zeit   |
| 9.     | Brian van Goethem  | Roompot-Nederlandse Loterij                 | gl. Zeit   |
| 10.    | Roger Kluge        | Orica-Scott                                 | gl. Zeit   |